# Kelet-balti rassz

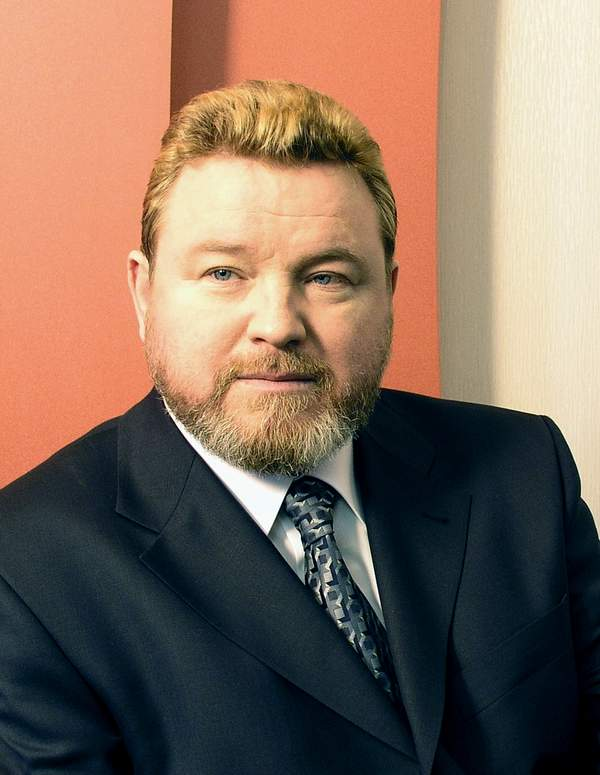
Mikhail Yevdokimov egy tipikus kelet-balti.

A kelet-balti, más néven kelet-európai rassz Kelet-Európa őslakos rassza.

## Testi jellegek
Testalkata vaskos, széles, kissé esetlennek tűnő, vállak szélesek, izomzata fejlett és a végtagok aránylag rövidek. A testmagasság kisközepes, a férfiak átlag magassága régebben 163-165 cm volt, ma 170 cm körüli, a nagyközép kategóriába sorolható. A fej viszonylag nagy, középhosszú vagy rövid, a törzshöz viszonyítva nagy. A nyakszirt nem domborodik ki. Az arc a jól fejlett oldalt viszonylag erősen kiálló és lapos járomív miatt kissé laposnak tűnik, körvonala nem kerek, hanem a járomíveknek köszönhetően felfelé és lefelé ék alakban keskenyedik. Az orrgyök aránylag lapos, az orr viszonylag kicsi, rövid az arc síkjából elálló, az orrhát homorú vagy egyenes lehet, az orrcimpák alacsonyak, szélesek, az orrlyúkak öblösek, oldalt széthúzottak, az orrcsúcs tompa és széles. A szemrés viszonylag kicsi, négyszögletes, a szem az archoz viszonyítva kicsi, gyakran kissé ferde, mivel a szemzugok alacsonyabban fekszenek, mint a külsők. A két szem között nagy a távolság. A felső szemhéj redője általában lehajlik a belső szemzúgra, ami a szemnek mandulavágást ad. Az állkapocs széles, nagy, az állcsúcs mérsékelten fejlett, az állkapocs szöglet kissé oldalt kiálló, ami az egész arcot szögletes alakúvá teszi. A száj nagy, az ajkak közepesen vastagok.
Színkomplexió világos, ámbátor a nordikusnál valamivel sötétebb. A szem szürkéskék, szürke, de lehet sötét- illetve világoskék is, a szem szivárványhártyája feketésszürke vagy fehéres-kékes. A haj fakószőke, szürkésszőke, hamuszőke, gyermekkorban gyakori a "lenhaj". A bőrszín világos, kissé szürkés árnyalatú, a nap hatására erősen barnul.
A testszőrzet gyengén fejlett, a szemöldök is gyér.

## Elterjedési terület
Angliát eltekintve elterjedt egész Európa területén, ahol előfordul helyenként több változatban is az új-dunaitól kezdve az atlanto-baltiig. Elsősorban Fehéroroszországban, Oroszország mocsaras erdős vidékeiben, Észtországban, Litvániában, Lettországban, Finnországban, Ukrajnában, Sziléziában, Kelet-Németországban található meg.

### Kárpát-medence
A Kárpát-medence területén legtisztábban az Alföld északkeleti régióiban, az Északi-középhegységben és a Dunántúl egyes vidékein figyelhetjük meg. A szlávoktól került hozzánk.